# Parafia św. Antoniego w Starym Polichnie
Parafia św. Antoniego w Starym Polichnie – parafia rzymskokatolicka we wsi Stare Polichno, w gminie Santok, należąca do dekanatu Gorzów Wielkopolski – Chrystusa Króla diecezji zielonogórsko-gorzowskiej, metropolii szczecińsko-kamieńskiej w Polsce, erygowana w dniu 18 maja 1957 roku. Do parafii należą kościoły filialne w Dobrojewie (św. Trójcy) i Santoku (św. Józefa).